# باري أوتول
باري أوتول (بالإنجليزية: Barry O'Toole)‏ هو كاهن كاثوليكي أمريكي، ولد في 1886 في توليدو في الولايات المتحدة، وتوفي في 1944 في واشنطن العاصمة في الولايات المتحدة.